# Man Thing (film)
Man Thing (v anglickém originále Man-Thing) je americký hororový akční film z roku 2005, který natočil Brett Leonard podle komiksových příběhů o Man-Thingovi. Původně byl zamýšlen do kinodistribuce, nicméně studio později svůj záměr přehodnotilo a snímek byl 30. dubna 2005 poprvé vysílán na americké televizní stanici Sci-Fi Channel. Do kin byl přesto v některých zemích v kinech uveden, v Singapuru měl premiéru 21. dubna 2005.

## Příběh
Nový šerif Kyle Williams musí vyšetřovat nálezy mrtvol nebo zmizení řady lidí z městečka Bywater, které je obklopeno bažinami a ve kterém ropný magnát Schist začal nedávno těžit na posvátné půdě Seminolů. Místní tvrdí, že za brutální útoky může příšera z bažin, která se Schistovi mstí.

## Obsazení
- Matthew Le Nevez jako šerif Kyle Williams
- Rachael Taylor jako Teri Elizabeth Richardsová
- Rawiri Paratene jako Pete Horn
- Steve Bastoni jako Rene LaRoque
- Robert Mammone jako Mike Ploog
- Alex O'Lachlan jako zástupce šerifa Eric Fraser
- Jack Thompson jako Frederic Schist